# Jo Kwang-min
Jo Kwang-min (en coreano: 조광민 (), Seúl, 24 de abril de 1995) es un actor, modelo, rapero y cantante surcoreano. Es miembro del grupo masculino surcoreano Boyfriend.

## Biografía y carrera
Nació el 24 de abril de 1995 en Seúl. Él es el hermano gemelo menor de Jo Young-min. Él y su hermano entrenaron con JYP Entertainment durante dos años. Comenzaron a modelar desde que eran niños y empezaron a aparecer en varios comerciales. Cuando cumplieron 100 días de ser actores infantiles, los gemelos habían aparecido en más de 300 comerciales. También comenzó a aparecer en varios dramas y películas.

## Filmografía

### Televisión
| Año       | Título                                 | Papel                    | Ref.   |
| --------- | -------------------------------------- | ------------------------ | ------ |
| 2002      | Saxophone and Chapssaltteok            | Kang Sang-gyu            | [ 15 ] |
| 2003      | Country Princess                       | Lee Jin                  | [ 16 ] |
| 2010      | All My Love for You                    | Estudiante de secundaria | [ 17 ] |
| 2012-2013 | Cheongdam-dong Alice                   | Yeon                     | [ 18 ] |
| 2014      | The Magic Thousand - Character Classic | Lee Rang                 | [ 19 ] |
| 2015      | Unkind Ladies                          | Miembro de un grupo idol | [ 20 ] |

### Películas
| Año  | Título           | Papel                        | Idioma  | Árbitro. |
| ---- | ---------------- | ---------------------------- | ------- | -------- |
| 2013 | GOGO Ikemen 5    | Yoon Shi Hoo                 | Coreano | [ 21 ]   |
| 2019 | Ode to the Goose | El hermano menor de Lee Hyun | Coreano | [ 22 ]   |